# Hoplia pubicollis
Hoplia pubicollis är en skalbaggsart som beskrevs av Küster 1849. Hoplia pubicollis ingår i släktet Hoplia och familjen Melolonthidae. Inga underarter finns listade i Catalogue of Life.